# Гарачико
Гарачико (ісп. Garachico) — муніципалітет в Іспанії, у складі автономної спільноти Канарські острови, у провінції Санта-Крус-де-Тенерифе, на острові Тенерифе. Населення — 5413 осіб (2010).
Муніципалітет розташований на відстані близько 1790 км на південний захід від Мадрида, 49 км на захід від Санта-Крус-де-Тенерифе.
Виверження 5 травня 1706 року з північно-західної рифтової зони стало головною подією в історії міста. До цього часу Гарачіко був важливим портом, звідки експортували вино Мальмсі та інші місцеві продукти. Однак кількатижневе виверження вилило лаву в стару бухту і фактично знищило життєдіяльність міста. Саме місто було частково зруйноване. (Всупереч міфу про «туристичну торгівлю», який стверджує, що місто було повністю зруйноване, за винятком церкви, в якій знайшли притулок мешканці міста).
На території муніципалітету розташовані такі населені пункти: (дані про населення за 2010 рік)
- Ла-Калета-де-Інтеріан: 774 особи
- Лас-Крусес: 406 осіб
- Гарачико: 2159 осіб
- Хеновес: 698 осіб
- Ель-Гінчо: 339 осіб
- Ла-Монтаньєта: 198 осіб
- Сан-Хуан-дель-Репаро: 709 осіб
- Сан-Педро-де-Дауте: 130 осіб

## Демографія
Динаміка населення (INE ):

## Галерея

Розташування муніципалітету на острові Тенерифе
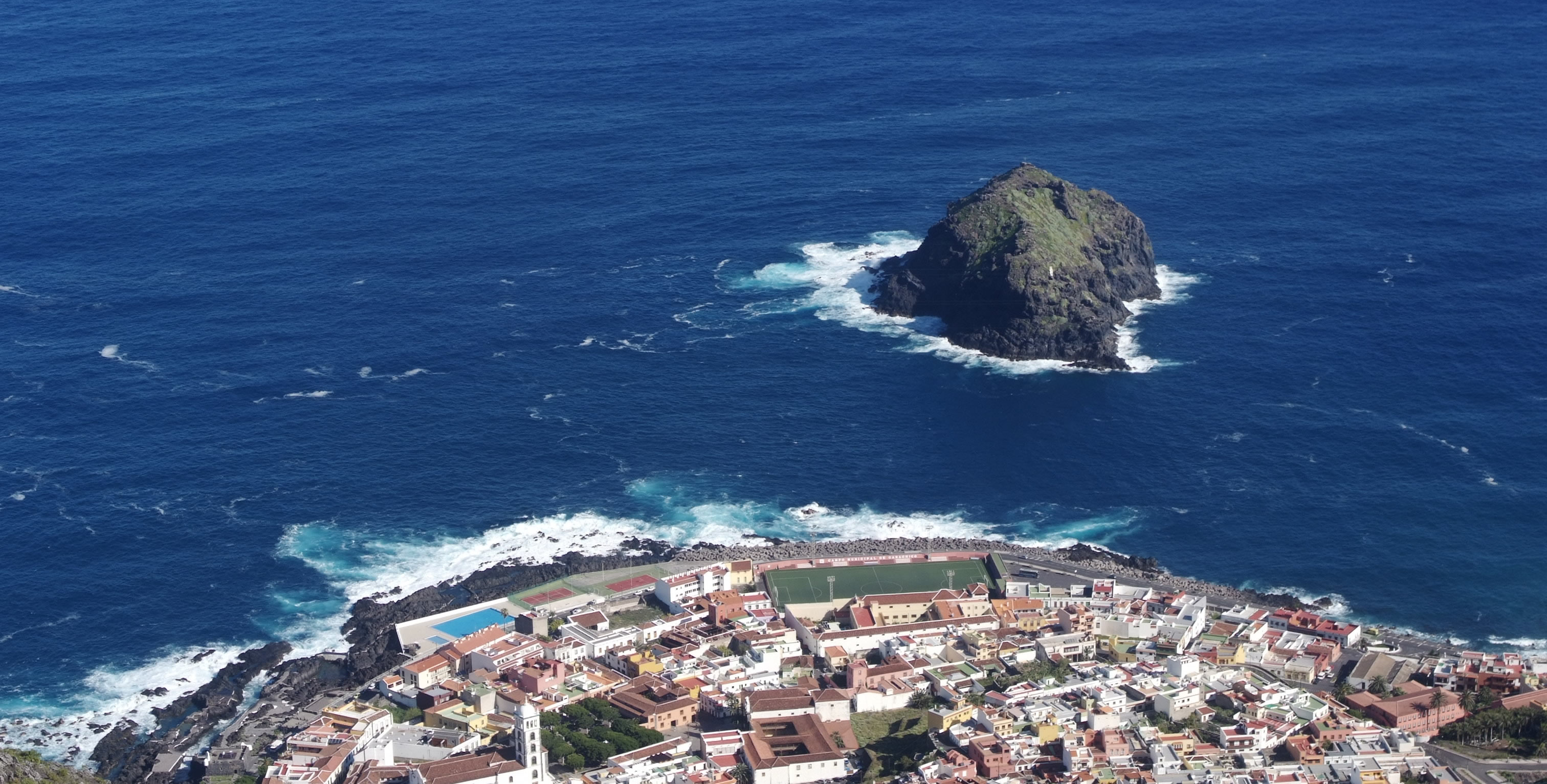
Гарачико
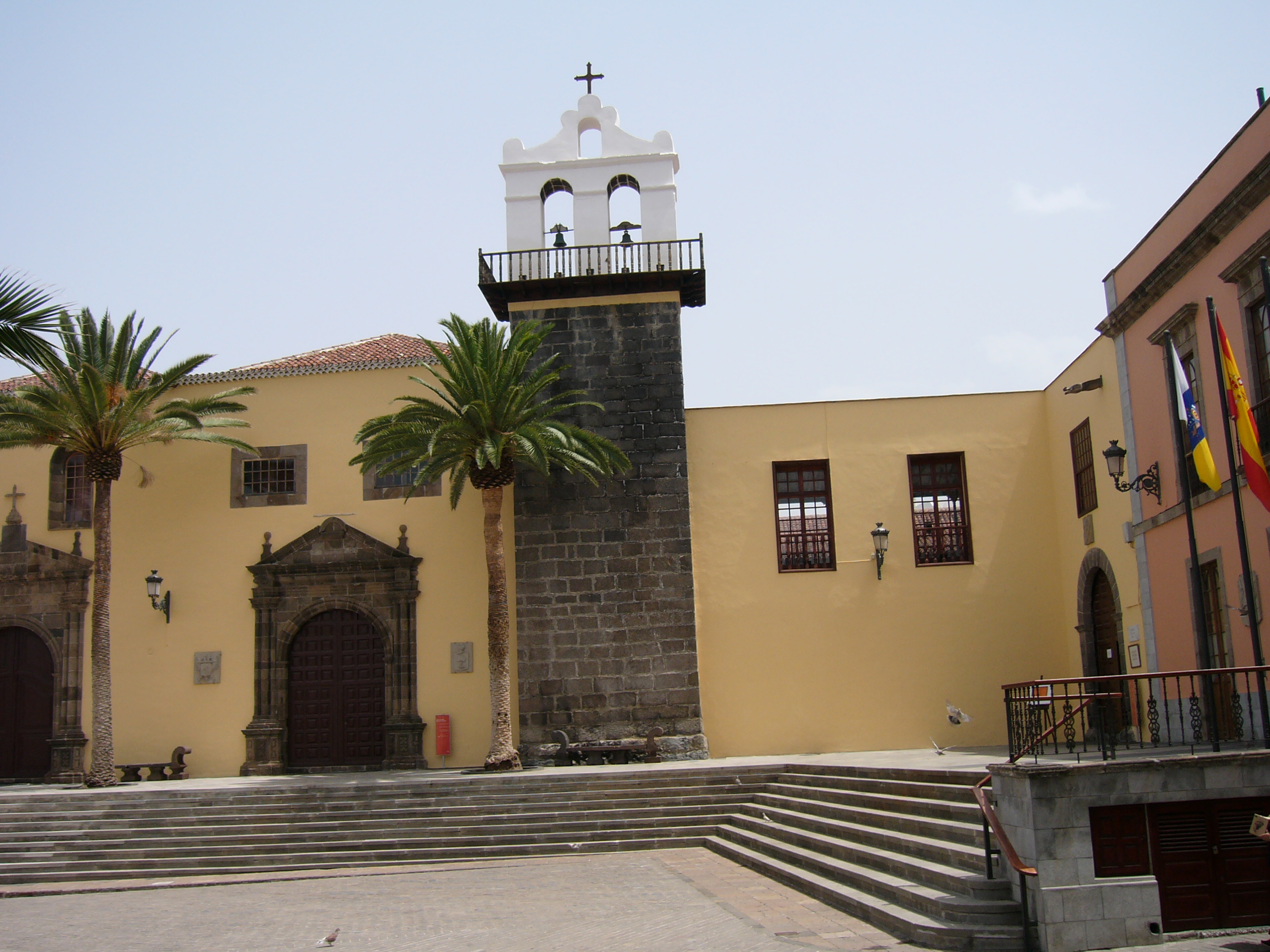
Старий францисканський монастир, справа - ратуша